# Dysstroma ochreata
Dysstroma ochreata är en fjärilsart som beskrevs av Schille 1900. Dysstroma ochreata ingår i släktet Dysstroma och familjen mätare. Inga underarter finns listade i Catalogue of Life.